# Otto Schmidt
Otto Yúlievich Schmidt (en ruso: О́тто Ю́льевич Шмидт, romanización Otto Jul'evič Šmidt) (Maguilov, Imperio ruso, 18 de septiembrejul./ 30 de septiembre de 1891greg. — Moscú,  7 de septiembre de 1956) fue un científico, matemático, astrónomo, geofísico, político y académico soviético. Miembro del Partido Comunista, y galardonado con la distinción Héroe de la URSS en 1937.

## Biografía
Nació en Maguilov, Imperio ruso (hoy Bielorrusia). Su padre era descendiente de colonos alemanes en Curlandia y su madre era letona.
En 1913 Schmidt se casó con la médica y psicoanalista Vera Yanitskaia y se graduó por la Universidad de Kiev, donde desde 1916 fue privatdozent. Tras la Revolución de 1917, fue miembro del consejo de varios comisariados populares (narkomats), tales como el Narkomprod (Narodnyi Komissariat Prodovolstviya, o Comisariado Popular de Suministros) de 1918 a 1920, o el Comisariado Popular de Finanzas de 1921 a 1922. Fue uno de los principales proponentes de desarrollo del sistema de educación superior, publicaciones y de ciencia en la Rusia Soviética.
Trabajó en Narkompros (Comisariado del Pueblo para la Educación), la Junta Científica del Estado en el Consejo de Comisarios del Pueblo de la URSS y la Academia Comunista. De 1921 a 1924, también se empleó como director de la Editorial del Estado (Gosizdat) y jefe editor de la Gran Enciclopedia Soviética de 1924 a 1941. A partir de 1923 fue profesor de la Segunda Universidad Estatal de Moscú y más tarde en la Universidad Estatal de Moscú. De 1930 a 1932, fue director del Instituto Ártico.
Entre 1932 a 1939, fue nombrado jefe del Glavsevmorput (Glavnoe upravlenie Severnogo Morskogo Puti, Directorio en Jefe de la Ruta del Polo Norte) - un establecimiento que supervisó todas las operaciones comerciales en la Ruta marítima del Norte. De 1939 a 1942, se convirtió en vicepresidente de la Academia Soviética de Ciencias, donde organizó el Instituto de Geofísica Teórica (siendo su director hasta 1949). Otto Schmidt fue fundador de la Escuela Moscovita de Álgebra, y la dirigió por muchos años.
A mediados de los 1940, Schmidt sugirió una nueva hipótesis cosmogónica sobre la formación de la Tierra y otros planetas del sistema solar, que continuó desarrollando en conjunto con un grupo de científicos soviéticos hasta su muerte.
Fue un célebre explorador del océano Ártico. Entre 1929 a 1930, lideró expediciones a bordo del rompehielos a vapor Gueorgui Sedov, con el establecimiento de la primera estación de investigación científica en la Tierra de Francisco José, explorando regiones del noroeste del mar de Kara y costas occidentales de Tierra del Norte, y descubrió algunas islas.
En 1932, realizó la expedición en el rompehielos Sibiriakov al mando del capitán Vladímir Voronin, haciendo el viaje sin escalas desde Arjánguelsk al océano Pacífico sin invernada por primera vez en la historia.
De 1933 a 1934, Schmidt lideró el viaje del vapor Cheliuskin, también con el Cap. Vladímir Voronin, a lo largo de la Ruta del mar del Norte. En 1937, supervisó una expedición aerotransportada que estableció en el Ártico la estación de hielo a la deriva Polo Norte 1. En 1938, estuvo a cargo de la evacuación de su personal del hielo.
Otto Schmidt fue miembro del Comité Ejecutivo Central de la Unión Soviética y diputado del Sóviet Supremo de la Unión Soviética en su primera convocatoria. Recibió tres Orden de Lenin, tres otras órdenes y muchas medallas.

## Legado

### Eponimia

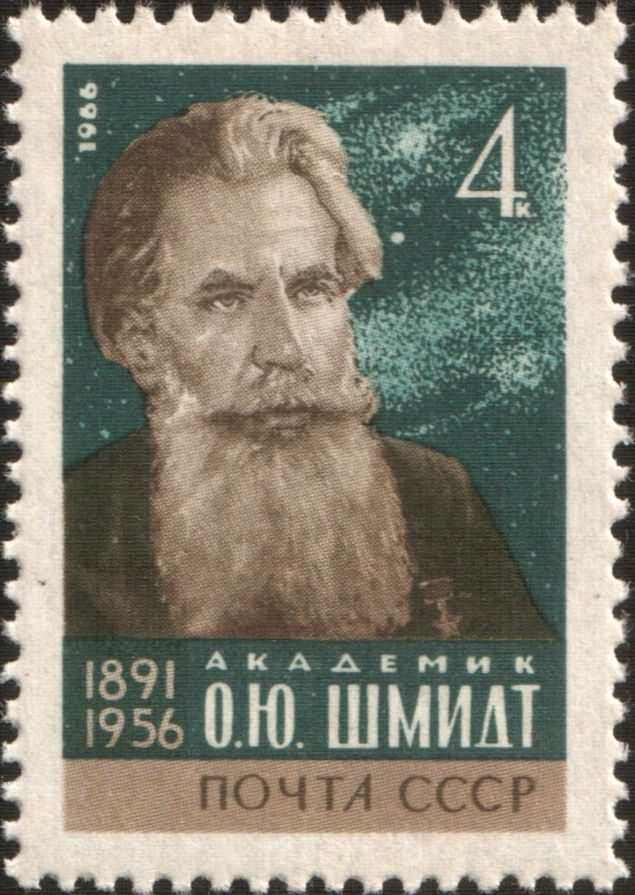
Estampilla soviética dedicada a Otto Schmidt.

- El cráter lunar Schmidt lleva este nombre en su memoria, honor compartido con otros dos científicos del mismo apellido,[2] el astrónomo ruso Bernhard Schmidt (1879-1935) y astrónomo alemán Johann Friedrich Julius Schmidt (1825-1884).
- El cráter marciano Schmidt también conmemora su nombre, honor compartido con el astrónomo alemán del mismo apellido,[3] Johann Friedrich Julius Schmidt (1825-1884).
- El planetoide, (2108) Otto Schmidt descubierto en 1948 por la astrónoma soviética Pelagueya Fiódorovna Shain.[4]
- La isla Schmidt en el Mar de Kara.
- El cabo Schmidt en la costa del Mar de Chukchi (en el Distrito Autónomo de Chukotka) y el Instituto de Física de la Tierra en la Academia de Ciencias Soviética, llevan el nombre de Schmidt.

## Honores y galardones
- Héroe de la Unión Soviética
- Orden de Lenin, tres veces
- Orden de la Bandera Roja del Trabajo, dos veces
- Orden de la Estrella Roja
- Medalla por el trabajo valiente en la Gran Guerra Patria 1941-1945
- Medalla Conmemorativa del 800º Aniversario de Moscú